# 早田英美
早田 英美（そうだ ひでみ、1981年8月31日 - ）は東京都田無市（現・西東京市）出身の日本の柔道家。63kg級の選手。身長172cm。組み手は右組み。得意技は大内刈、寝技。

## 経歴
柔道は8歳の時に始めた。田無第二中学から埼玉栄高校へ進むと、2年の時に金鷲旗とインターハイで3位になった。全国高校選手権の63kg級では準決勝で桜丘高校2年の谷本歩実に払腰で一本勝ちするが、決勝で夙川学院高校2年の八代谷優子に判定で敗れて2位だった。3年の時にはフランスジュニア国際の決勝で地元フランスのリュシ・ドコスに大内刈で一本勝ちして優勝を飾った。金鷲旗とインターハイではともに2位に終わった。全日本ジュニアでは3位に入った。2000年には東海大学へ進んだ。同級生には後にアテネオリンピックの78kg超級で金メダルを獲得することになる塚田真希がいた。1年の時には全日本ジュニアの決勝で筑波大学1年の谷本と対戦して有効を先取するも、谷本に袖釣込腰を仕掛けられた際に前十字靱帯を断裂して身動きが取れなくなってしまい崩上四方固で敗れた。その後手術をして回復するも再び膝の靱帯を損傷してしまい、長期間第一線から離れざるを得なくなった。ようやく3年になって学生体重別に出場すると、決勝で谷本を腕緘で破り、復活の優勝を成し遂げた。優勝大会では2位だった。全国女子体重別では決勝で三井住友海上の徳久瞳を破って、シニアの全国大会で初優勝を飾った。4年の時には優勝大会で優勝した。ユニバーシアードの個人戦では3位だったが、団体戦では優勝を飾った。2004年には綜合警備保障の所属となると、選抜体重別と講道館杯で3位になった。また、実業個人選手権でも3位だった。2005年にはロシア国際で2位になると、選抜体重別では3位となった。その後、イギリスのバース大学で柔道のコーチを務めた。さらには横浜市立保土ヶ谷中学の教員となった。

## 主な戦績
- 1998年 - 金鷲旗 3位
- 1998年 - インターハイ 3位
- 1999年 - 全国高校選手権 2位
- 1999年 - フランスジュニア国際 優勝
- 1999年 - 金鷲旗 2位
- 1999年 - インターハイ 2位
- 1999年 - 全日本ジュニア 3位
- 2000年 - 全日本ジュニア 2位
- 2002年 - 学生体重別 優勝
- 2002年 - 優勝大会 2位
- 2002年 - 全国女子体重別 優勝
- 2003年 - 優勝大会 優勝
- 2003年 - ユニバーシアード 個人戦 3位 団体戦 優勝
- 2004年 - 選抜体重別 3位
- 2004年 - 実業個人選手権 3位
- 2004年 - 講道館杯 3位
- 2005年 - ロシア国際 2位
- 2005年 - 選抜体重別 3位

(出典、JudoInside.com)